# Parachernes sabulosus
Espèce
Synonymes
- Chelifer sabulosus Tullgren, 1909

Parachernes sabulosus est une espèce de pseudoscorpions de la famille des Chernetidae.

## Distribution
Cette espèce est endémique d'Australie.

## Publication originale
- Tullgren, 1909 : Chelonethi. Fauna Südwest-Australiens, p. 411-415.